# Lettische Bandynationalmannschaft der Herren
Die lettische Bandynationalmannschaft der Herren präsentiert Lettland bei internationalen Spielen im Bandy. 
Lettland nahm erstmals 2007 an einer Bandy-Weltmeisterschaft teil. Zuvor hatte sich 2006 mit der Latvijas Bendija Federācija der nationale Verband gegründet.

## Weltmeisterschaften
| Jahr | Austragungsort          | Platz              |
| ---- | ----------------------- | ------------------ |
| 2007 | Kemerowo                | 8. Platz (von 12)  |
| 2008 | Moskau                  | 9. Platz (von 13)  |
| 2009 | mehrere Austragungsorte | 10. Platz (von 13) |
| 2010 | Moskau                  | 8. Platz (von 11)  |
| 2011 | Kasan                   | 9. Platz (von 11)  |
| 2012 | Almaty                  | 11. Platz (von 14) |
| 2013 | Vetlanda                | 9. Platz (von 14)  |
| 2014 | Irkutsk & Schelechow    | 9. Platz (von 17)  |

Herren:
Belarus |
Deutschland |
Estland |
Finnland |
Japan |
Kanada |
Kasachstan |
Kirgisistan |
Lettland |
Mongolei |
Niederlande |
Norwegen |
Russland |
Schweden |
Somalia |
Ukraine |
Ungarn |
Vereinigte Staaten
Ehemalige Nationalmannschaften:
Sowjetunion
Damen:
Finnland |
Schweden |
Norwegen |
Russland |
Vereinigte Staaten |
Kanada |
Ungarn